# Шаран (Башкортостан)
Шара́н (рос. Шаран, башк. Шаран) — село, центр Шаранського району Башкортостану, Росія. Адміністративний центр Шаранської сільської ради.
Населення — 5929 осіб (2010; 5544 у 2002).
Національний склад:
- татари — 44 %